# Ssh-keygen
ssh-keygen - утиліта для створення ключів для протоколу ssh.
ssh підтримує два основні протоколи SSHv1 та SSHv2. Старий протокол SSHv1 заснований на алгоритмі асиметричного шифрування RSA, тоді як новіший протокол SSHv2 підтримує як RSA так і алгоритм асиметричного шифрування DSA.
Ключі, створені даною утилітою за замовчуванням знаходяться в директорії /etc/ssh
Створити наново чи повторно ключі можна за допомогою
```
ssh-keygen -t rsa /etc/ssh/ssh_host_rsa_key
ssh-keygen -t dsa /etc/ssh/ssh_host_dsa_key
ssh-keygen -t rsa1 /etc/ssh/ssh_host_key
ssh-keygen -t tunnel /etc/ssh/tunnel

```

Якщо не вказувати файлу для створення ключа, він створиться в домашньому каталозі користувача, що запускає дану програму.
Програма ssh-keygen створює по два файла для кожного типу ключа. В першому файлі, наприклад ssh_host_rsa_key, знаходиться як закритий, так і відкритий ключ. Другий файл містить тільки відкритий ключ ssh_host_rsa_key.pub
Приклад:
Цей приклад створює ключі та розміщує відкритий ключ на віддаленій машині для можливості безпарольного входу на неї.
```
ssh-keygen
ssh-copy-id -i ~/.ssh/id_rsa.pub user@127.0.0.1

```

Цей приклад використовує закритий ключ для процесу аутентифікації на віддаленій машині, на яку прокладений ssh тунель
```
ssh -i ~/.ssh/tunnel user@localhost -p 22022

```